# Ronnie Peterson
Bengt Ronnie Peterson, född 14 februari 1944 i Nikolai församling i Örebro, död 11 september 1978 i Milano i Italien (begravd på Almby kyrkogård i Örebro), var en svensk racerförare. Peterson är Sveriges hittills mest framgångsrika formel 1-förare.

## Unga år
Peterson var son till konditorn Bengt Peterson och makan Maj Britt, född Pettersson. Han arbetade som bilmekaniker 1959–1962 och som maskinmontör 1962–1968. Ronnie genomförde sin värnplikt på Livgardets dragoner (K 1) år 1965.
Ronnies racingkarriär möjliggjordes av att fadern Bengt konstruerade tävlingsbilar åt Ronnie på fritiden hemma i garaget.

## Racingkarriär

### Formel K (1962–1967)
Peterson debuterade som 18-åring med gokart och tog under debutåret hem en andraplats i klass D under SM. Av de tio lopp han startade i vann han två och kom på pallen i ytterligare två lopp. I sin andra säsong vann Peterson SM i klass D. Av tolv lopp vann Peterson åtta och kom tvåa i ytterligare två. Petersons tredje säsong blir hans mest framgångsrika. Han blir SM-trea i Klass D och SM-vinnare i klass A. Peterson vinner 23 av 40 lopp, blir tvåa i sju och trea i ett. Peterson avancerar i sin fjärde säsong och tävlar nu i Klass A, C och D. Han blir SM-vinnare i klass C, kommer tvåa i klass D och kommer på tredje plats för EM i klass A. 1966 tävlade Peterson enbart i klass A, då den nya karriären med Formel 3 tog sin tid. Han kom denna säsong på tredje plats i SM och VM och vann EM. I Petersons sista säsong i Formel K ställer han enbart upp i tre lopp, vilket inte på långa vägar räcker för att uppnå resultat.

### Formel 3 (1966–1969)

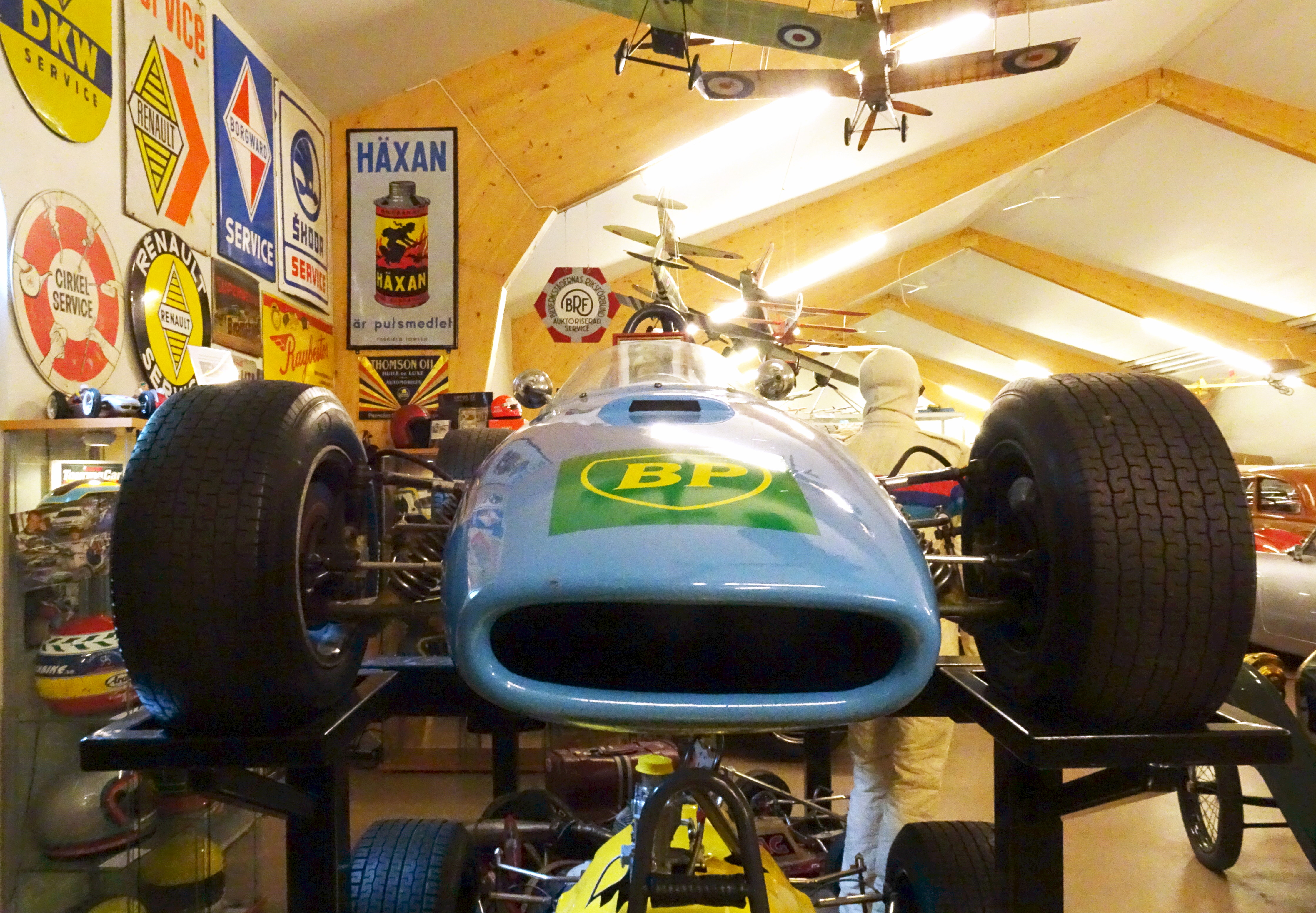
Ronnie Petersons "SWEBE F3", 1966, 110 hk, byggd i Örebro av Ronnie Petersons far Bengt Peterson och Sven Andersson. Ägs av Conny Wettergren.

Peterson ställde 1966 upp i fyra Formel 3-lopp med sin första formelbil, SWEBE som byggdes i Örebro av pappa Bengt och Sven "Bergvägg" Andersson. Han körde sammanlagt 75 tävlingar under sin F3-karriär. Under första säsongen framkom det dock att SWEBE inte var tillräckligt konkurrenskraftig och Peterson startade i säsongens sista lopp på Gelleråsen med en nyinköpt Brabham BT18 som han kraschade med, men undkom utan skador. Bilen reparerades och han använde den under hela andra säsongen också, då han kom på femte plats.
Peterson hade inför sin tredje säsong bytt bort sin Brabham mot en italiensk Tecno med en Cosworthtrimmad motor på 115 hk. För att få råd med mellanskillnaden var Peterson tvungen att ta ett banklån på 40 000 kr och på banktjänstemannens fråga om vad Peterson skulle använda pengarna till hade han mumlat "Ja, till ett hus eller nåt sånt där...!"
Den nya bilen passade Peterson med sin 24 cm kortare hjulbas och Peterson blev denna säsong SM-vinnare då han vunnit tre av de fyra SM-loppen. Totalt körde Peterson 26 tävlingar denna säsong och vann tolv av dessa. Under året satte han också sex banrekord. Detta år slogs också flera publikrekord på banor runt om i Sverige då folk ville se Peterson och Reine Wisell göra upp om titeln.
Även sista F3-säsongen blev Peterson SM-vinnare, då han vann samtliga fyra lopp som ingick i SM. Han segrade i 15 av de 22 tävlingar han körde.

### Formel 1 (1970–1978)
Peterson debuterade i formel 1 för Antique Automobiles/Colin Crabbe Racing i en March-Ford säsongen 1970 och kom ganska snabbt att tillhöra de främsta förarna. Redan andra säsongen kom han tvåa i förarmästerskapet.
Peterson körde 123 Grand Prix och stod som segrare i tio av dessa. Han kom tvåa i formel 1-VM 1971 och postumt 1978. Inför säsongen 1979 hade han skrivit kontrakt som försteförare för McLaren.

## Sista loppet och död
Vid en dramatisk olycka den 10 september strax efter starten på Autodromo Nazionale Monza, Italiens Grand Prix 1978, skadades Peterson allvarligt. Han avled på sjukhus dagen efter olyckan av fettemboli, som uppstod vid ett kirurgiskt ingrepp för att åtgärda benfrakturerna. Blodpropparna transporterades med blodet till lungorna. Där orsakade de ARDS (acute respiratory distress syndrome) eller chocklunga, ett akut tillstånd, som kan ha en dödlig utgång.
I Österrikes Grand Prix fyra veckor tidigare hade han startat från pole position och vunnit medan han i det efterföljande loppet, Nederländernas Grand Prix två veckor senare, hade startat som andra bil och kommit tvåa. Han startade sitt sista lopp som femte bil från tredje ledet, vilket visade sig vara ödesdigert.
Peterson hade kraschat sin Lotus 79 under träningen till Italiens Grand Prix 1978, och fick därför kvala in med fjolårets bil, en Lotus 78, eftersom han inte fick låna Mario Andrettis reservbil. Han erbjöds dock denna om han skrev på för Lotus ytterligare ett år, men Peterson var fast besluten att lämna stallet för McLaren.
Peterson fick en något trög start. Olyckan skedde i första kurvan då Riccardo Patrese ofrivilligt prejade James Hunt, som slungades mot Petersons bil och träffade den bakifrån. Petersons bil slungades mot ett staket och studsade sedan tillbaka ut på banan och krockade med Didier Pironi varvid hans bil fattade eld. Flera andra förare tvingades köra av banan, bland andra Hans-Joachim Stuck, Brett Lunger, Patrick Depailler och Vittorio Brambilla, då Petersons bil blev till ett eldhav. James Hunt och Patrick Depailler var de som drog Peterson ur den brinnande bilen för att rädda hans liv. Peterson var hela tiden vid medvetande och det var efter en diskussion med honom som läkarna utförde den ödesdigra operationen med syfte att stabilisera hans ben.
Riccardo Patrese var den som fick skulden för kraschen och blev avstängd i efterföljande lopp på grund av vårdslös körning. James Hunt lämnade Formel 1 året efter.
Petersons änka Barbro Peterson avled den 19 december 1987, 40 år gammal, och efterlämnade dottern Nina, född 1975.
Peterson tilldelades postumt 1979 Motorprinsens medalj och den 19 november 2011 75-årsjubilerande Svenska Bilsportförbundets utmärkelse "Största Bilsportprestation genom tiderna".
År 2017 hade Superswede, en dokumentärfilm om Ronnie Peterson, premiär på bio.

## F1-karriär

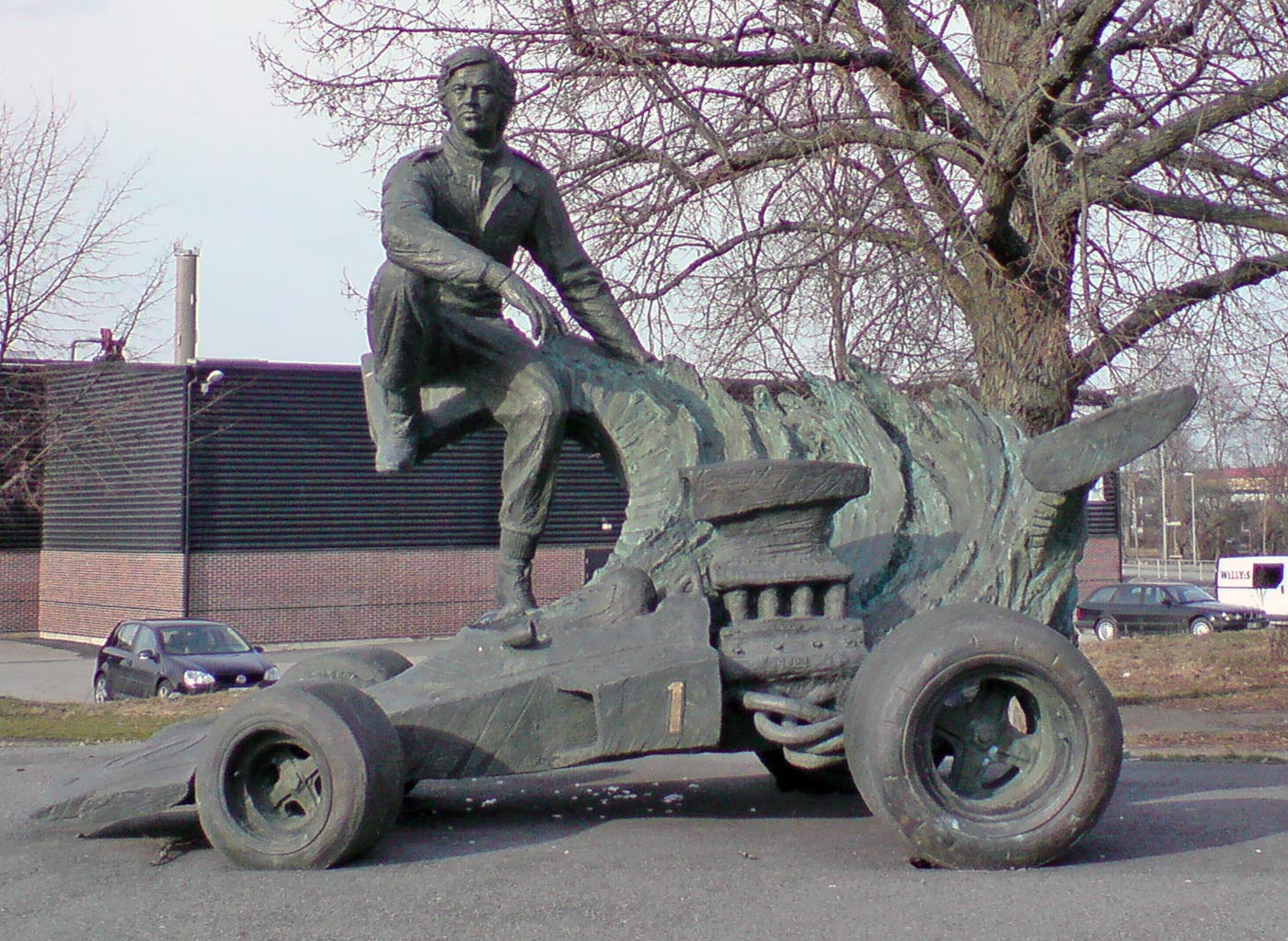
Statyn av Ronnie Peterson i Almby, rest 2003.

| Säsong                | Stall/Tillverkare                                    | Placering             | Lopp | Poäng | Etta | Tvåa | Trea | Pole | Varv |
| --------------------- | ---------------------------------------------------- | --------------------- | ---- | ----- | ---- | ---- | ---- | ---- | ---- |
| 1970                  | Antique Automobiles/Colin Crabbe Racing (March-Ford) | –                     | 9    |       |      |      |      |      |      |
| 1971                  | March-Ford                                           | 2                     | 11   | 33    |      | 4    | 1    |      |      |
| 1972                  | March-Ford                                           | 10                    | 12   | 12    |      |      | 1    |      |      |
| 1973                  | Lotus-Ford                                           | 3                     | 15   | 52    | 4    | 2    | 1    | 9    | 2    |
| 1974                  | Lotus-Ford                                           | 5                     | 15   | 35    | 3    |      | 1    | 1    | 2    |
| 1975                  | Lotus-Ford                                           | 12                    | 15   | 6     |      |      |      |      |      |
| 1976                  | Lotus-Ford Theodore (March-Ford) March-Ford          | 11                    | 1 14 | 10    | 1    |      |      | 1    | 1    |
| 1977                  | Tyrrell-Ford                                         | 14                    | 17   | 7     |      |      | 1    |      | 1    |
| 1978                  | Lotus-Ford                                           | 2                     | 13   | 51    | 2    | 4    | 1    | 3    | 3    |
| Sammanlagt 9 säsonger | Sammanlagt 9 säsonger                                | Sammanlagt 9 säsonger | 123  | 206   | 10   | 10   | 6    | 14   | 9    |

| 1. Frankrike 1973 2. Österrike 1973 3. Italien 1973 4. USA 1973 5. Monaco 1974 6. Frankrike 1974 7. Italien 1974 8. Italien 1976 9. Sydafrika 1978 10. Österrike 1978 |

| 1. Monaco 1971 2. Storbritannien 1971 3. Italien 1971 4. Kanada 1971 5. Sverige 1973 6. Storbritannien 1973 7. Belgien 1978 8. Spanien 1978 9. Frankrike 1978 10. Nederländerna 1978 |

| 1. USA 1971 2. Tyskland 1972 3. Monaco 1973 4. Kanada 1974 5. Belgien 1977 6. Sverige 1978 |

| 1. Brasilien 1973 2. Spanien 1973 3. Belgien 1973 4. Sverige 1973 5. Storbritannien 1973 6. Nederländerna 1973 7. Italien 1973 8. Kanada 1973 9. USA 1973 10. Argentina 1974 11. Nederländerna 1976 12. Brasilien 1978 13. Storbritannien 1978 14. Österrike 1978 |

| 1. Spanien 1973 2. Nederländerna 1973 3. Monaco 1974 4. Nederländerna 1974 5. Italien 1976 6. USA East 1977 7. Belgien 1978 8. Tyskland 1978 9. Österrike 1978 |

## Fotnoter
1. ↑  Loppet i Brasilien 1976.
2. ↑  Loppet i USA West 1976.